# Виллетт, Адольф
Адольф-Леон Виллетт (фр. Adolphe Léon Willette; 30 июля 1857, Шалон-на-Марне — 4 февраля 1926, Париж) — французский художник, иллюстратор, карикатурист и мастер плакатного искусства.

## Жизнь и творчество
Родился в семье полковника Анри-Леона Виллетта, личного адъютанта маршала Франции Франсуа-Ашиля Базена. В 18 лет уехал в Париж, где четыре года изучал живопись в Национальной школе изящных искусств, в классе Александра Кабанеля. В 1881 году А.-Л.Виллетт впервые выставляет свою работу в Парижском Салоне. В 1882 году на Монмартре открывает свою художественную мастерскую-ателье. Среди прочего художник иллюстрирует произведения Виктора Гюго, создаёт сюжетные почтовые открытки, оформляет ресторанные меню и проч. Сотрудничает с различными парижскими газетами и журналами, печатающими иллюстрации и карикатуры работы А.-Л.Виллетта. Популярности художника способствуют созданные им красочные рисованные образы персонажей комедии масок Пьеро и Коломбины (1888). В отличие от многих своих живописцев-современников, Виллетт не разделял модное в то время увлечение импрессионизмом. В 1888 году в Париже проходит персональная выставка работ художника.
Адольф-Леон Виллетт занимается оформлением многочисленных кабаре, отелей и ресторанов на Монмартре. В 1889 году он работает над декорированием театра варьете Мулен Руж, иллюстрирует такие издания, как Le Chat noir, Le Courrier français, Le Triboulet, Le Rire, с 1901 года также L’Assiette au Beurre. Сотрудничает в Le Pierrot (1888—1891), La Vache enragée (1896—1897), Le Pied de nez (1901), Les Humoristes (совместно с Александром Стейнленом с 1901).
Отличался антисемитскими взглядами. Во время процесса против Дрейфуса в 1894 году занял активную антидрейфуссарскую позицию, неоднократно выступал в печати с унижающими достоинство евреев карикатурами. Сотрудничал в 1893—1897 годах с журналом La Libre Parole illustrée, который возглавлял националист-антисемит Эдуард Дрюмон.
13 марта 1906 года художнику присваивается звание кавалера Ордена Почётного легиона, в 1912 он становится офицером ордена. В 1914 году Виллетт вступает в «Католический союз изящных искусств», принимает участие в его мессах. В 1920 году он, вместе с Жаном-Луи Фореном, Морисом Нюмоном, Раулем Жареном и Франциском Пульбо, провозглашает создание «Свободной республики Монмартр» (République libre de Montmartre), чьим президентом Виллетт оставался до середины 1923 года.
Умер в Париже, похоронен на кладбище Монмартра. Одна из площадей Парижа близ Сакре-Кёр в 1927 году была в честь художника переименована в площадь Виллетт («square Willett»).

## Галерея

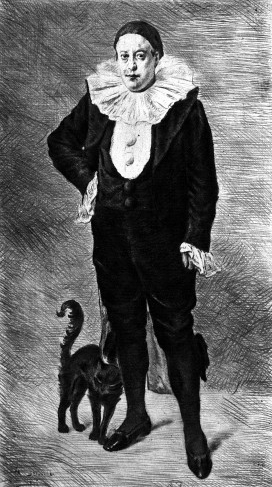
Марселен Дебутен, «Портрет Адольфа Виллетта»
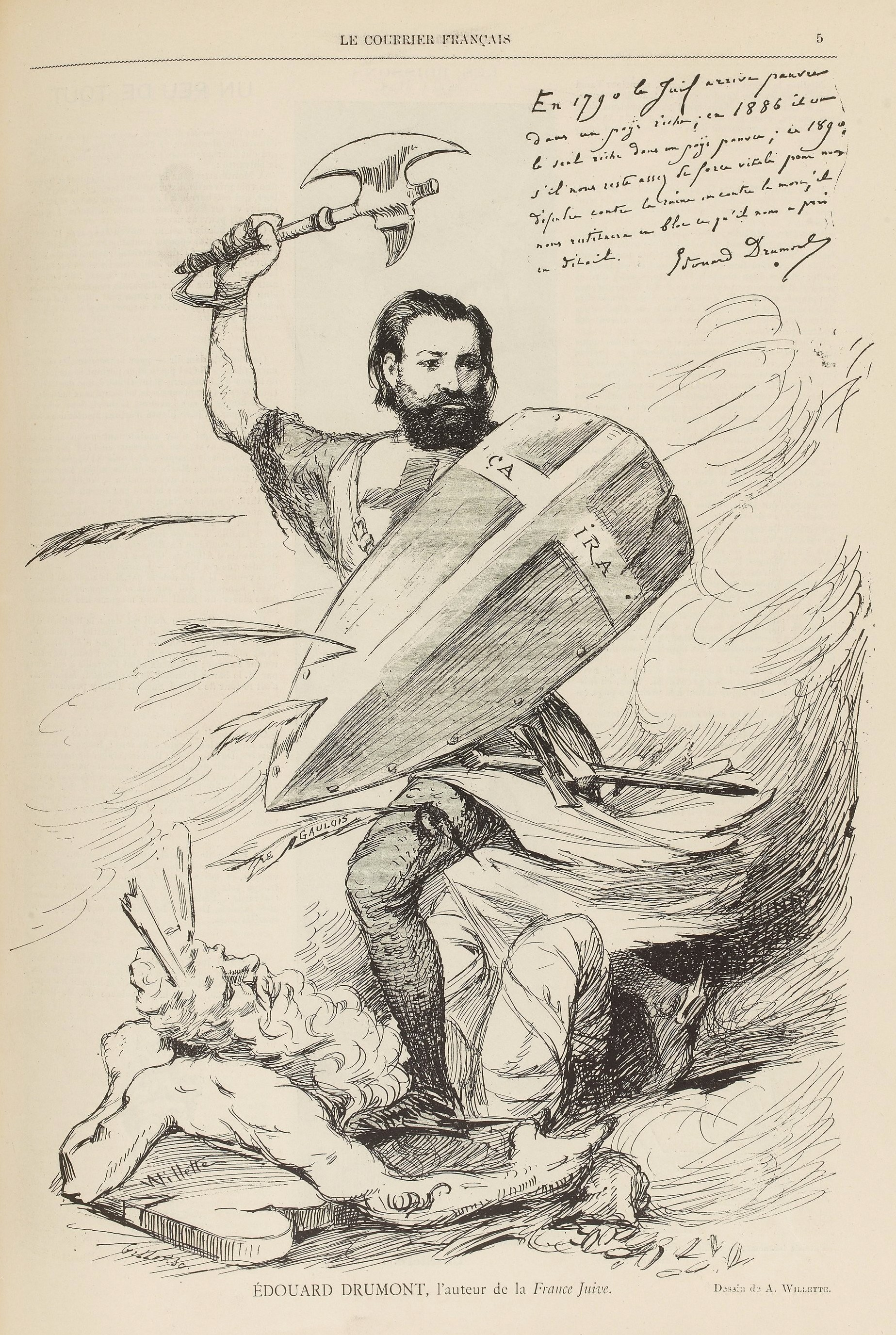
из Французского курьера от 16 мая 1886 года
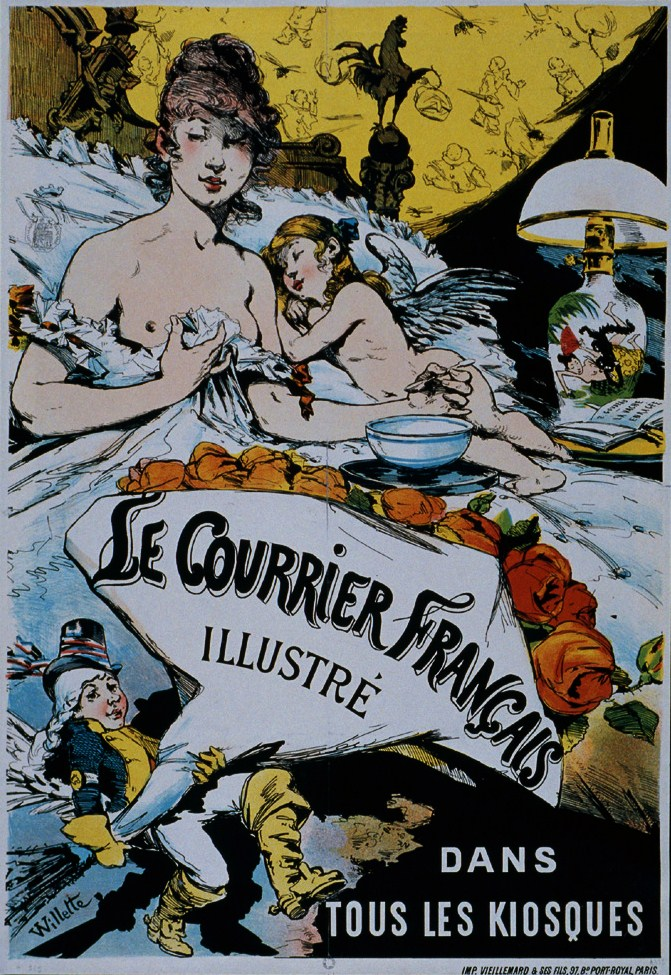
Le Courrier français illustré, афиша-литография, 1890
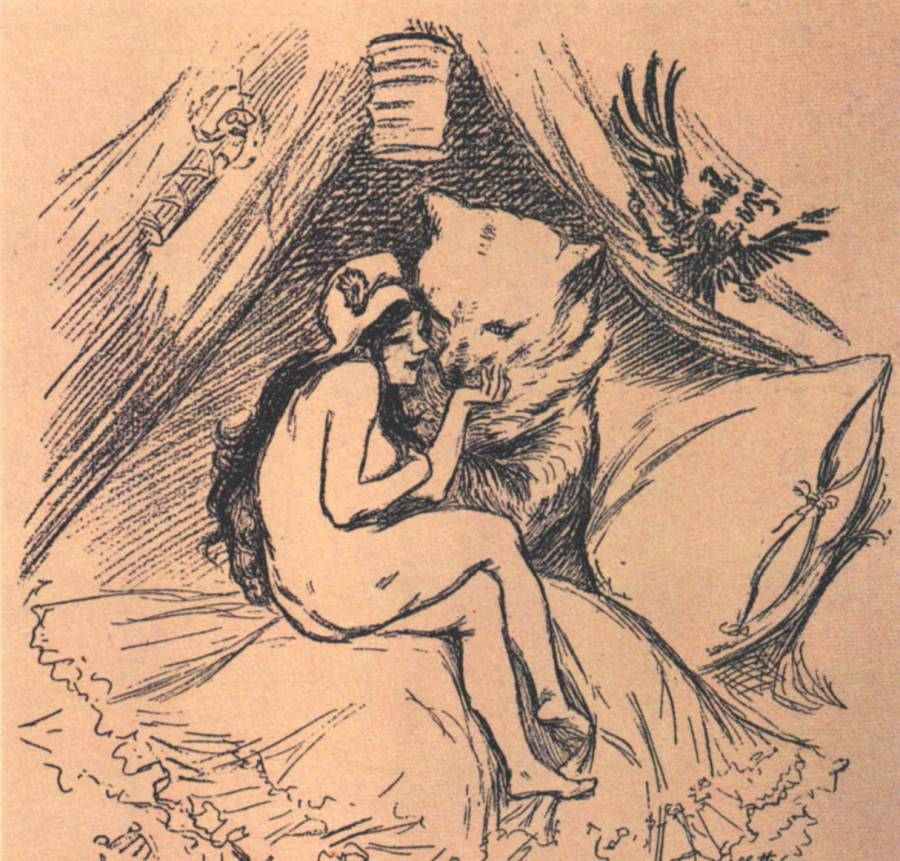
Марианна-Франция и Медведь-Россия, (к заключению франко-русского союза), 1893
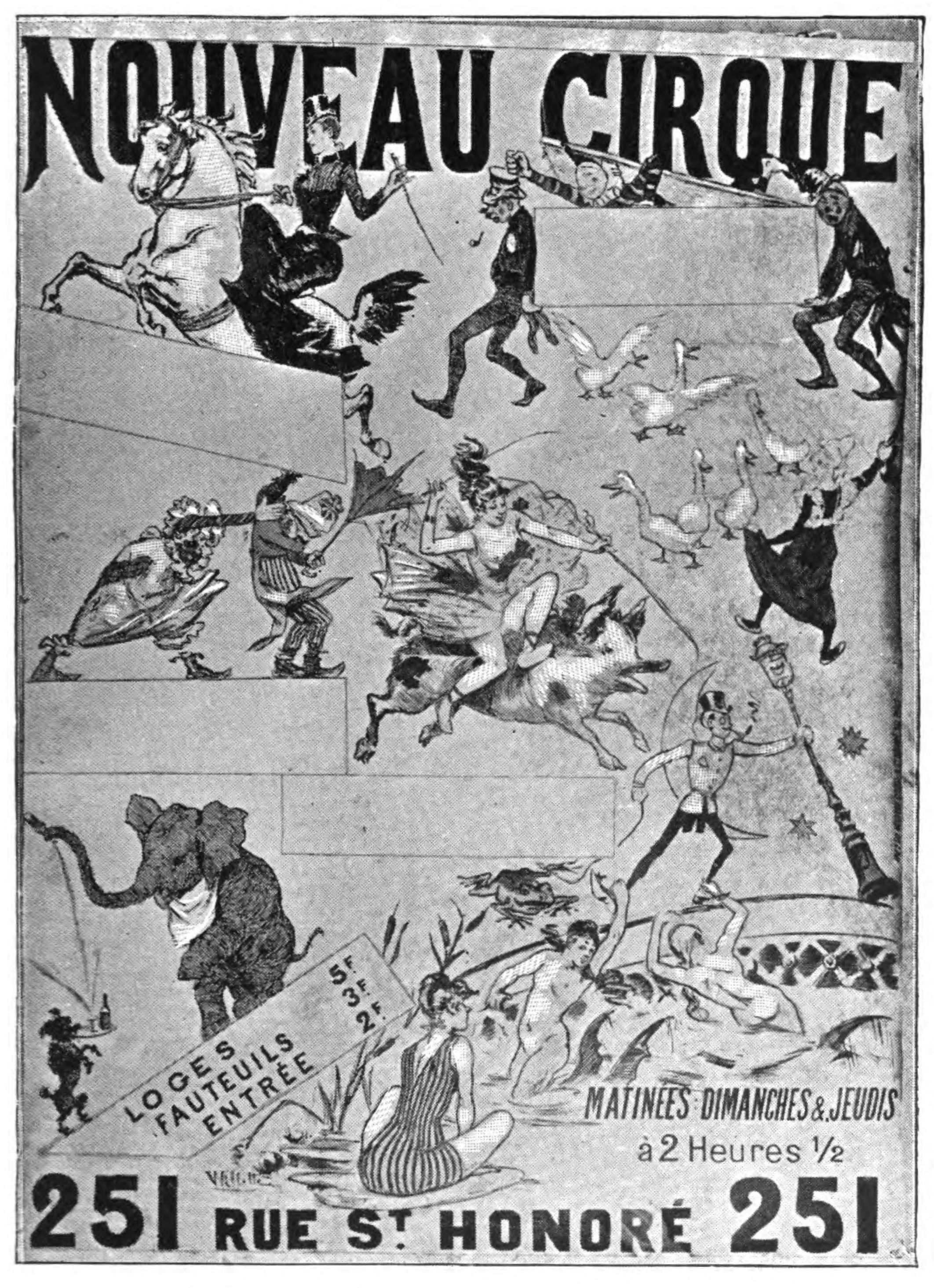
Афиша к открытию Нового цирка (« Nouveau cirque »), 1896
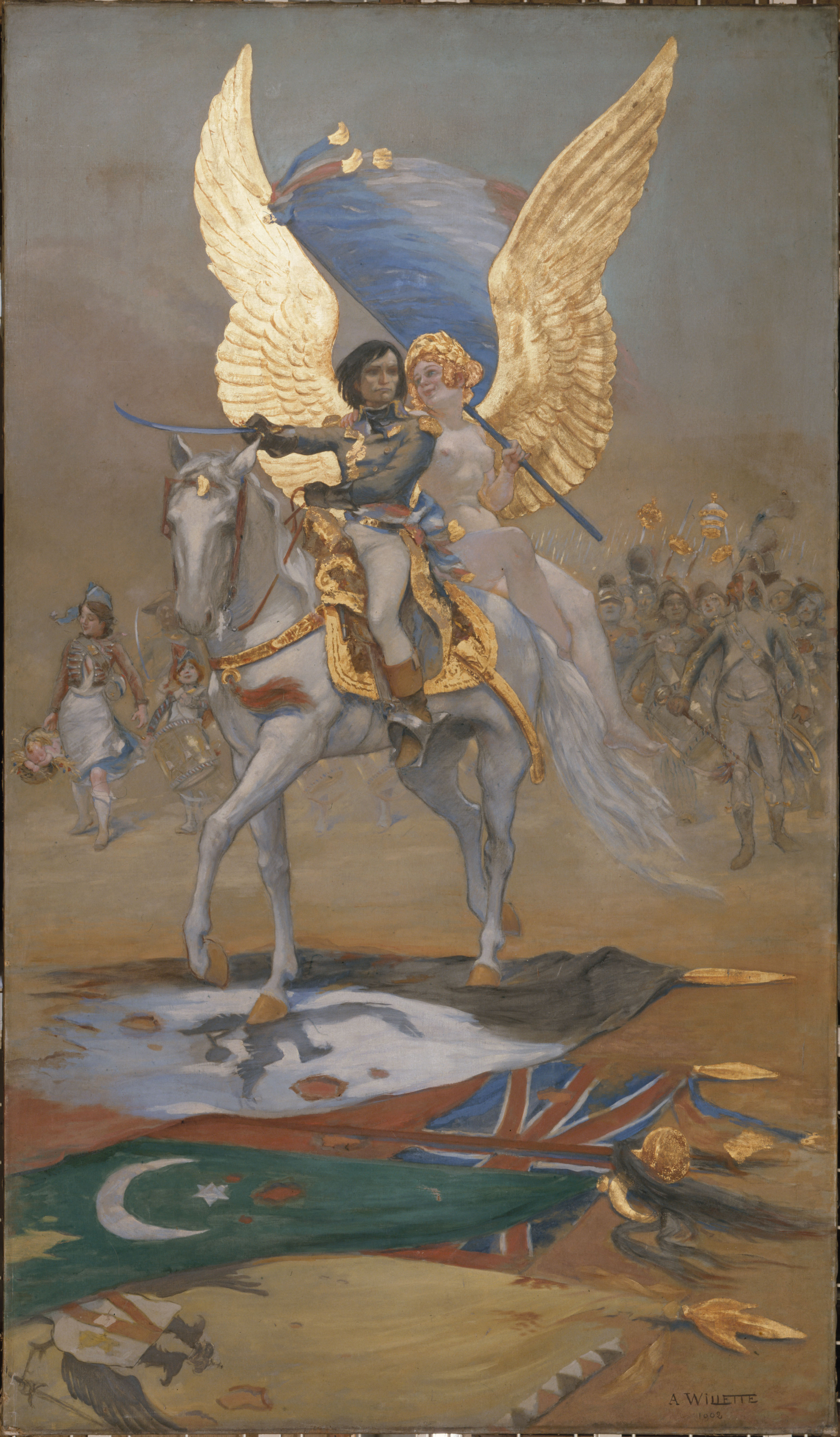
"À Bonaparte",. вывеска кафе Lempereur, на рю-Бонапарт, 1902
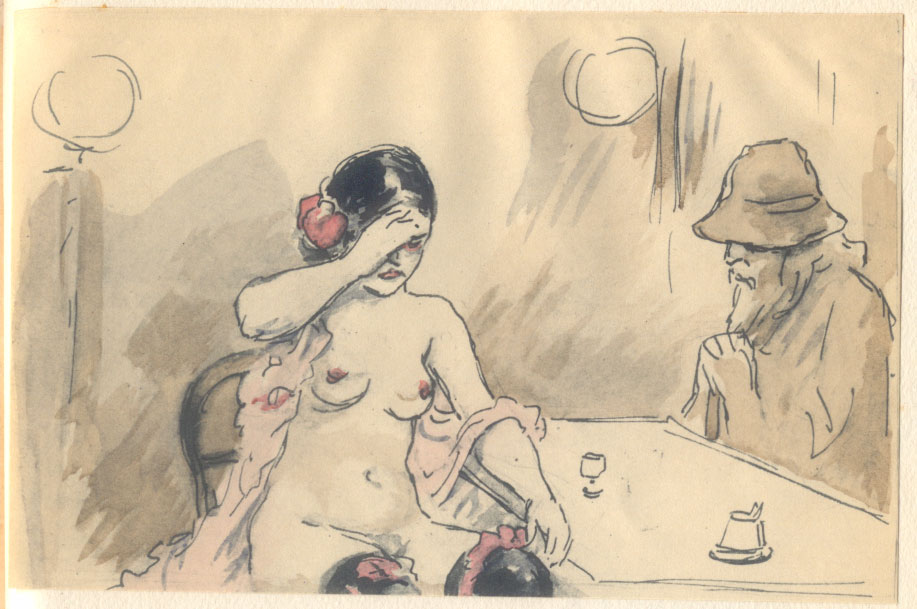
Мадлен, монолог и 9 рисунков, 1911
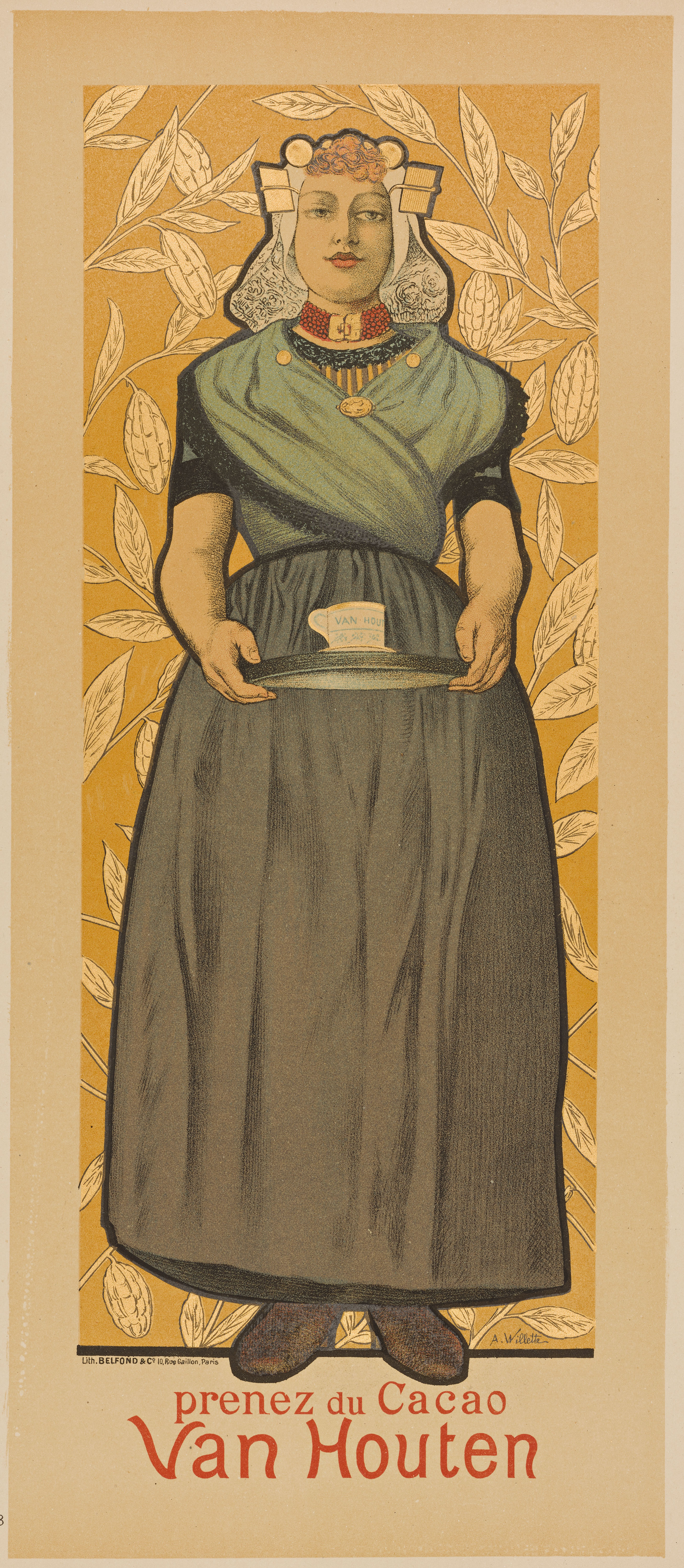
Реклама шоколада Ван-Гутена, 1893
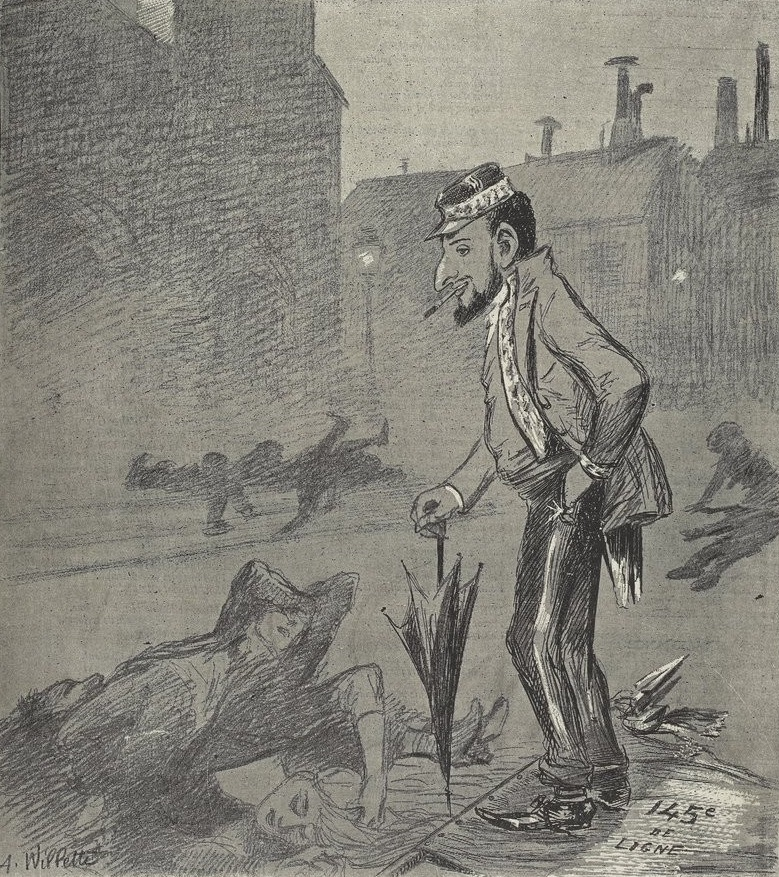
«Месье Исаак и его дела»
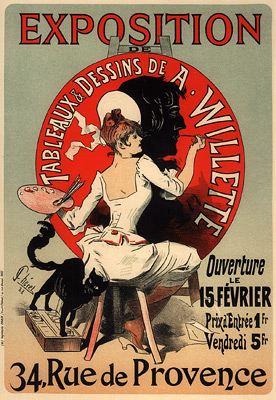
Афиша к выставке работ художника
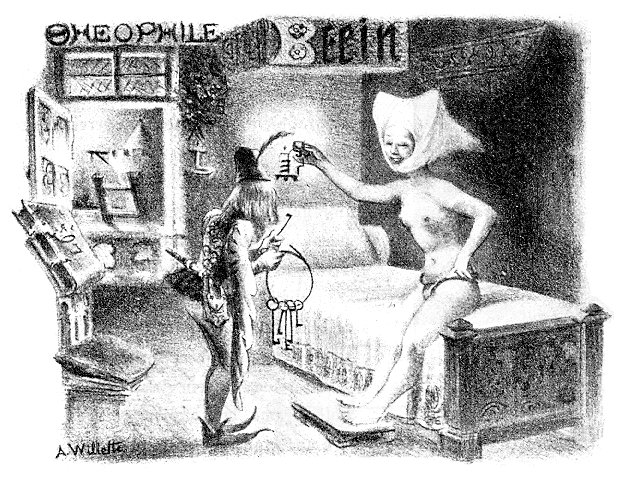
Визитная карточка работы А.Виллетта
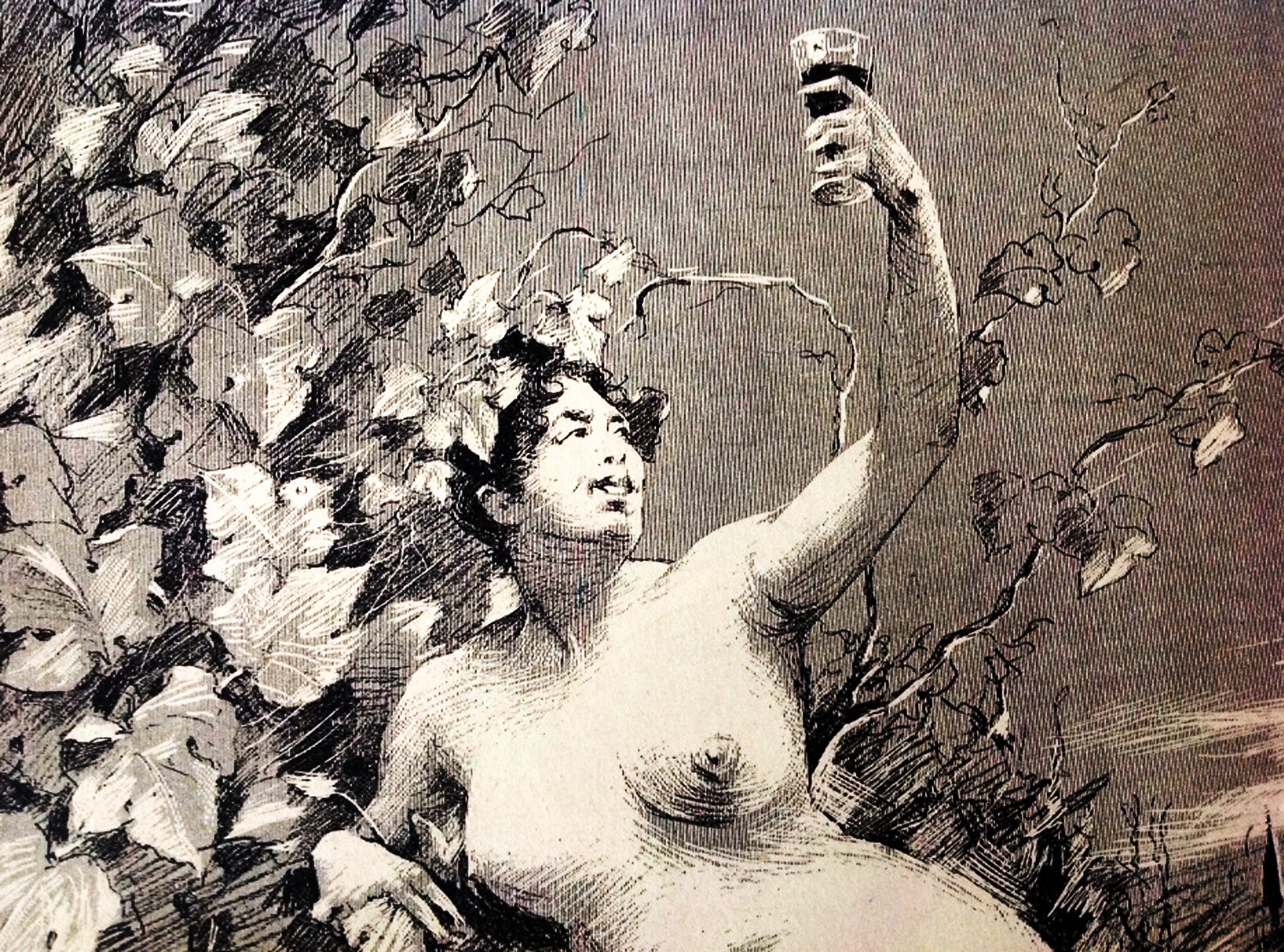
«Французский курьер», 1887 год. Дизайн А.Виллетта